# Banque Joire
 (janvier 2018).
Si vous disposez d'ouvrages ou d'articles de référence ou si vous connaissez des sites web de qualité traitant du thème abordé ici, merci de compléter l'article en donnant les références utiles à sa vérifiabilité et en les liant à la section « Notes et références ».
La Banque Joire est une banque française, fondée à Tourcoing en 1826 et aujourd'hui rattachée au groupe Banque populaire.
Son siège historique, situé aux nos 49-51 de la rue de Lille et construit par l'architecte Ernest Thibeau, fait l’objet d’une inscription au titre des monuments historiques depuis le 12 août 1998,.

## Histoire
En 1826, Jean Joire fonde la banque.
En 1951, cette banque familiale située à Tourcoing est transformée en société anonyme. En 1954, la Banque de l'Union parisienne (BUP) en devient le principal actionnaire.
La Banque Joire absorbe an 1969 la banque lilloise Pajot et Martin.
En 1975, la BUP est absorbée par le Crédit du Nord et la banque Joire Pajot Martin devient une filiale de celui-ci.
La Banque Joire change en 1984 de dénomination sociale pour devenir la banque Joire Pajot Martin (JPM).
En 1987, le Crédit du Nord cède sa participation majoritaire à de nouveaux actionnaires, à savoir l’industriel Raymond Wiwaux (36 %), propriétaire de La Blanche Porte, au Groupe Duménil Leble dirigé alors par Jacques Duménil et Jacky Le Tertre 28 %). Le Crédit du Nord, pour répondre aux exigences des autorités de tutelles conserve 34 % du capital.
À l’initiative de ses nouveaux dirigeants, la BJPM connaît une augmentation de capital en 1988 de 30,3 MF à 74,4 MF. En outre, l’assemblée générale ordinaire du 27 mai 1988 autorise l’émission des emprunts obligataires à concurrence de 300 MF. À cette époque, la banque a un effectif de 113 personnes. Son résultat avant IS[Quoi ?] s’est écoulé à 4,4 MF par an depuis les trois exercices écoulés.
Dans la perspective de construire un groupe européen à double vocation de gestion de fortune et d’ingénierie financière, le groupe Bearbull (gestion de fortune) fait entrer sa filiale française dénommée Financière Bearbull au capital de JPM en juillet 1989. Au mois de septembre 1989, la répartition du capital est alors la suivante :
- Financière Bearbull : 35,80 %
- Raymond Wibaux : 20,00 %
- Crédit du Nord : 34,00 %
- Duménil Léble : 10,00 %
- Divers : 0,20 %

La BJPM conclut alors un accord avec la Krediebank pour lui céder ses 5 agences de Croix, Halluin, Lille-Isly, Linselles et Roubaix, afin de permettre à celle-ci de créer un établissement stable en France. Cette opération se traduisit notamment par la reprise partielle du personnel de ces agences.
En 1989, le Crédit du Nord cède sa participation au Crédit commercial de France après que le Comité des établissements de Crédits l’y autorise lors de sa séance du 19 octobre 1989. Le CCF se substitut alors au Crédit du Nord.
Dans les années qui suivirent, l’activité de la banque se développe mais des engagements malheureux dans l’immobilier dans le Nord et des crédits consentis aux milieux de l’art, du cinéma et du show business à PARIS se révélèrent génératrices de pertes importantes. L'actionnaire principal (le groupe Bearbull) s’efforce de couvrir les pertes à concurrence de plus de 400 millions de francs.
En dépit d'efforts pour redresser la situation, notamment par l’abandon progressif de l’activité crédit au profit de l’activité de gestion de capitaux, la situation financière de la banque continue de se dégrader et conduit ses dirigeants à une compression du bilan.
Dès 1991, le C.C.F cherche à se désengager de la BJPM (pour environ 37,5 MF) sans toutefois y parvenir faute d’avoir obtenu l’agrément de la cession par le Comité des établissements de Crédit.
En 1992, une inspection de la Commission Bancaire constate que si les ratios prudentiels applicables sont respectés par la banque, la refonte du système informatique est indispensable. En outre, elle déplore la faiblesse des procédures comptables et l'absence d'un système de contrôles internes. En conclusions, la Commission bancaire encourage la banque Joire Pajot Martin à suivre plus attentivement ses risques.
Dans l'année, le président et le directeur général quittent leurs postes.
Au 31 décembre 1992, le total de bilan de la banque s’élève à 1 137 MF. Le résultat de l’exercice est en perte de 1 831 000 Frs.
Le Comité des établissements de Crédit, lors de  sa séance du 25 novembre 1993, autorise la prise de contrôle de la BJPM par la Financière Bearbull, laquelle porte sa participation à 65,90 % par le rachat des 20 % détenu par M. Wibaux et de la participation de Duménil Leble.
Au 31 décembre 1994, l’actionnariat était le suivant :
- Financière Bearbull : 65,9 %
- Crédit de France : 34 %
- Divers actionnaires : 1 %.

La dégradation de la Banque se poursuivant, l’actionnaire principal envisage alors de procéder à une augmentation de capital à laquelle le CCF refuse l’idée de participer.
Les pertes augmentent et le groupe Bearbull cherche alors à céder, en vain, sa participation.
Une nouvelle inspection de la Commission bancaire en 1996 releva une absence de déclassement automatique en fonction du nombre d’impayés et un manque de provisions des dossiers contentieux ou en devenir contentieux.
Afin d'éviter des sanctions, le groupe Bearbull engage des discussions avec le CCF en vue de la reprise de l’intégralité du capital par ce dernier pour une valeur symbolique (1 franc). Aux termes de l'accord, le groupe Bearbull accorde également au CCF une garantie de passif portant sur certains dossiers et l’abandon de créances pour un montant de l’ordre de 50 MF.
La banque Joire Pajot Martin est alors reprise en main par le CCF qui avait assisté muet à la déroute de la banque.
Les nouveaux dirigeants analyse la situation et ils arrivent à la conclusion que la taille de la Banque Joire Pajot Martin ne correspond plus aux critères habituellement admis pour exercer une activité bancaire d’une manière autonome comme filiale du Groupe : soit il fallait prévoir son développement, après une recapitalisation massive, soit il fallait l’intégrer dans l’activité propre au CCF. En outre, si la Banque Joire Pajot Martin renfermait une intéressante activité de dépôts et de gestion de portefeuilles titres pour compte de la clientèle, elle présentait aussi un encours de crédits contentieux et un effectif de personnel anormalement élevés compte tenu de sa taille. En raison de l’état du marché local, il s’est avéré que son intégration dans l’activité Lilloise du CCF. était exclue, d’autant qu’une telle solution n’aurait pas manqué de créer des difficultés sur le plan social, la taille de l’ensemble intégré ne justifiant pas le maintien de tout le personnel en activité. Il a donc été décidé de valoriser en externe l’activité bancaire positive de la BJPM, et de privilégier l’extinction progressive de la banque en consacrant  des efforts particuliers au recouvrement des créances. Concernant l’activité parisienne de dépositaire-titres de la clientèle de sa filiale BBR Rogier (filiale de gestion de portefeuilles pour compte de clientèle privée et d’OPCVM), celle-ci a été cédée à la Banque Harwanne (titres et fonds de commerce dépositaire) en juillet et novembre 1997. Pour l’activité de la banque à Lille, le choix s’est, en définitive, porté sur la reprise partielle du fonds de commerce et d’une partie de l’effectif par la Banque populaire du Nord. Cette reprise d’activité fut effective à compter du 1er avril 1998.
À cette date, la Banque Joire Pajot Martin modifia sa dénomination sociale pour devenir Banque des Flandres – à la demande de la Banque de France et afin d’éviter toute confusion dans l’esprit des déposants – et continuait son activité.
En novembre 1998, la réduction de ses encours conduisit ses dirigeants à décider de la fermeture de l’agence de Paris, la gestion des comptes restant encore en activité étant transférée à Lille. Fin 1998, le niveau du montant des dépôts de la clientèle atteint ne justifiait plus le maintien de l’agrément bancaire, aussi fut-il décidé de rembourser les quelques dépôts existant encore et de demander le retrait d’agrément bancaire aux autorités de tutelle. Ce retrait a été décidé par le CECEI à effet du 30 mars 1999, ce qui a conduit à modifier à nouveau la dénomination sociale qui est devenue 'Flandres Contentieux SA' véritable structure de défaisance, destinée à résorber les pertes potentielles. La stratégie mise en œuvre a été double :
- mettre en vente les actifs (participations dans d’autres sociétés, immeubles appartenant en propre à la société, cession des actifs mobiliers et/ou immobiliers appartenant à des filiales captives, liquidation ou absorption des filiales le cas échéant) ;
- de procéder, rigoureusement, au recouvrement des créances, parfois anciennes, dans le cadre de dossiers contentieux, le plus souvent, juridiquement ardus.